# Macroglossum prometheus
Macroglossum prometheus là một loài bướm đêm thuộc họ Sphingidae, chi Macroglossum.

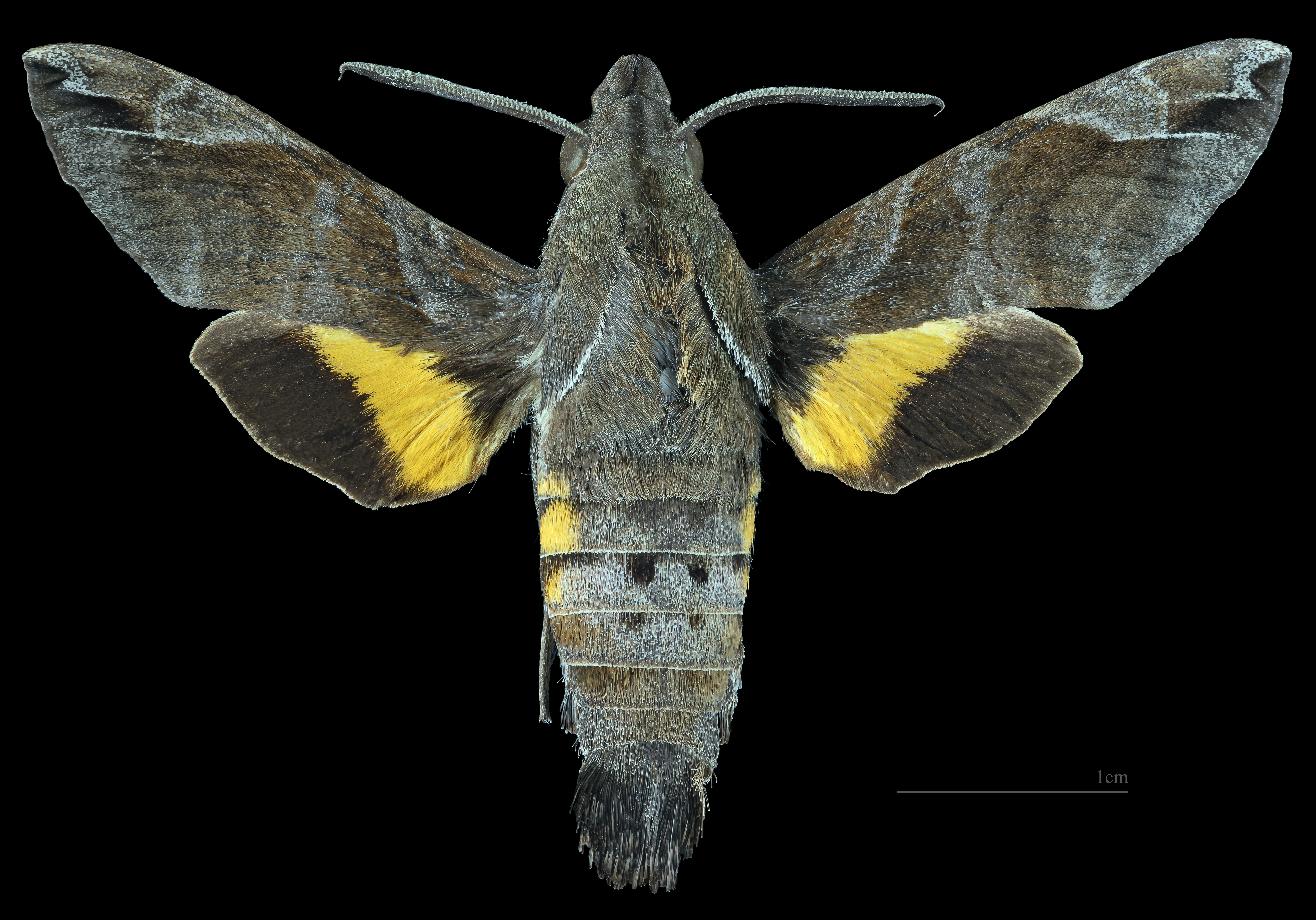
Macroglossum prometheus ♂
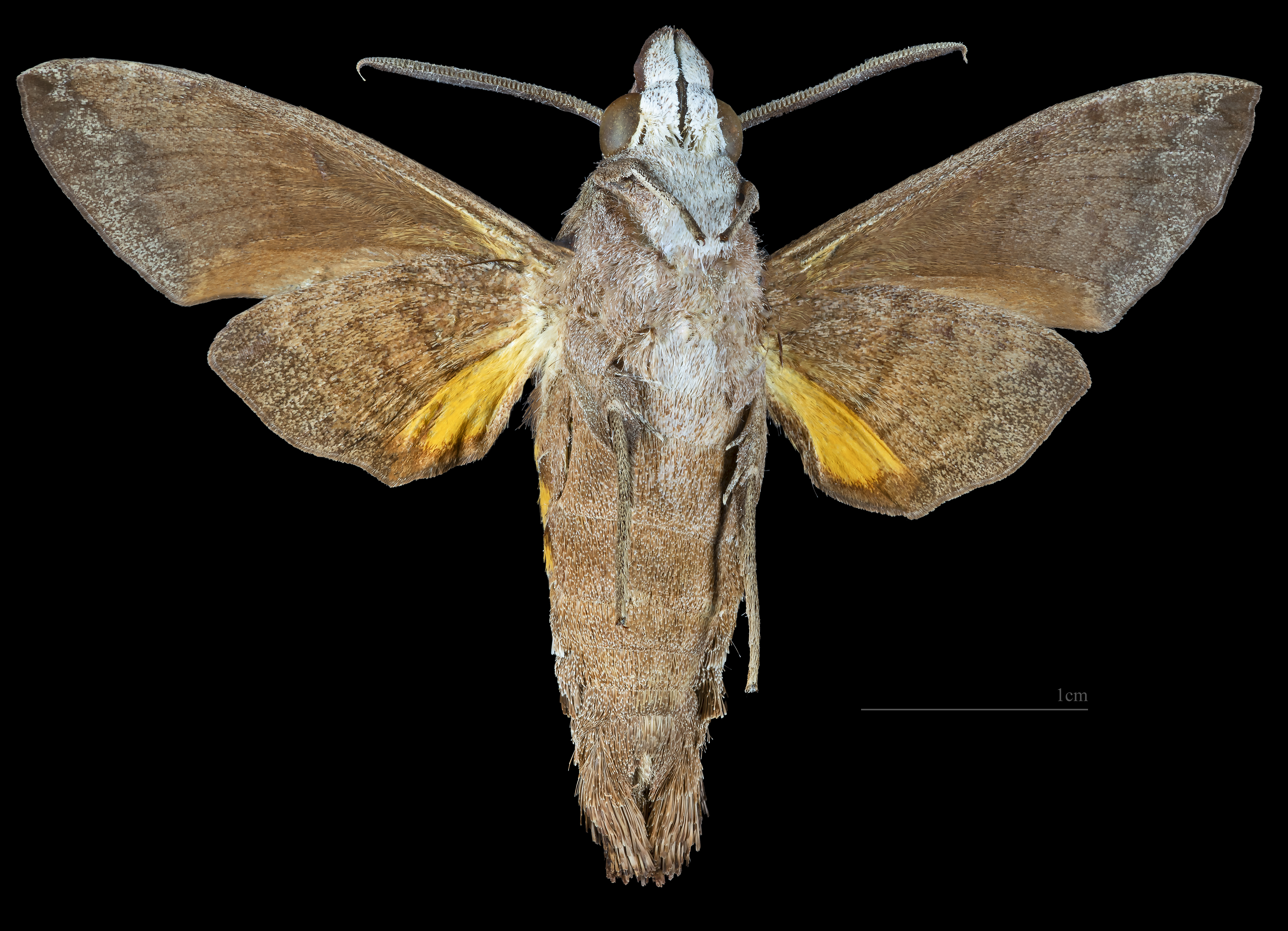
Macroglossum prometheus ♂ △

## Phụ loài
- Macroglossum prometheus prometheus
- Macroglossum prometheus lineata Lucas, 1891